# EtherCAT
EtherCAT significa "de Ethernet per al Control de Tecnologia d'automatització". Es tracta d'un codi obert, sistema d'alt rendiment que té per objecte utilitzar els protocols sobre Ethernet (el sistema a favor de les xarxes d'àrea local) en un entorn industrial, especialment per a les fàbriques i altres de fabricació es refereix al fet que facin ús de robots i altres tecnologies de línia de muntatge.
EtherCAT és, en cert sentit, una sinergia de diverses tecnologies i les iniciatives de desenvolupament, començant amb el "camp". El control és senzill y similar a un "bus de camp", gràcies a la topología flexible i la senzilla configuració que posseeix. A més a més, donat que EtherCAT pot interpretar-se d'una manera molt rendible, el sistema permet busus de camp per ser utilitzats en aplicacions en les que el "bus de camp" en red no era una opció en el passat.
EtherCat és bàsicament un bus que utilitza els protocols del sistema de xarxes de l'àrea local, però referint-se més aviat en un entorn industrial. És una barreja de diverses tecnologies i iniciatives de desenvolupament.S'utilitza especialment en fàbriques per controlar, per exemple, moviment d'alguns robots, etc.
"Camp" és una àmplia i no específica, terme que descriu un sistema d'actualització de les comunicacions digitals en un entorn industrial. Un sistema industrial que fa ús de l'automatització - per exemple, una moderna línia de muntatge d'automòbils que utilitza robots per al muntatge, soldadura, pintura i altres tasques repetitives - requereix una molt ben organitzada, a diversos nivells de l'estructura dels controladors per funcionar eficientment.
Això normalment requereix una unitat de nivell superior anomenat Human Machine Interface on un operador vigila i controla el sistema, seguit d'un nivell mitjà conformat per una sèrie de controladors lògics programables (PLC), que estan vinculats a la de nivell superior per HMIS un sistema de comunicacions i, finalment, el "camp", que connecta el PLC a l'operativa real amb components tals com motors, actuadors, sensors, etc 
En una organització humana, es pot pensar en el HMI com el gerent de nivell superior (o Cap d'Operacions), que supervisa i dirigeix les operacions de l'empresa, el PLC és l'equivalent de l'empresa "comandaments mitjans" que el cap de divisions independents que tracten amb àrees específiques de les operacions de la companyia, i els «operadors» - o les persones que treballen sota els comandaments mitjans que manegen específics, dia a dia les operacions o activitats: agents de camp, mecànics, conductors, personal de suport, etc 
El "camp" és el sistema de comunicacions que uneix l'àmbit personal als comandaments mitjans, que els informes sobre la situació, l'aplicació de dades, etc que són tractats i comunicats al COO.
Encara que la comunicació els vincles entre els diferents nivells pot semblar senzill, aquest pot convertir-se cada vegada més complex si es té en compte la multitud d'accions i activitats que tenen lloc al 'camp' nivell - moltes de les quals han de ser coordinats entre si, el que requereix un intercanvi d'informació a aquest nivell i va cap amunt, amb "comandaments mitjans" que, al seu torn, han d'interaccionar i comunicar-se amb els altres, i així successivament.

## Principi de funcionament
Amb EtherCAT, el paquet d'Ethernet o el "frame" ja no és rebut, interpretat i copiat com dades de procés en cada node. Els dispositius esclaus EtherCAT llegeixen les dades que els arriben mentre el telegrama passa a través del dispositiu. De la mateixa manera, les dades d'entrada s'introdueixen al mateix temps el telegrama passa pel node. Els frames pateixen tan sols un retard d'una fracció d'un microsegon en cada node, i molts nodes - normalment tota la xarxa - es poden dirigir amb un sol frame.

## Protocol
El protocol EtherCAT està optimitzat per a processar les dades i es transporta directament dins del marc estàndard IEEE 802.3 Ethernet usant EtherType 0x88a4. Pot consistir en diverses sub-datagrames, cada porció d'una àrea de memòria particular de les imatges de procés lògic que pot ser de fins a 4 gigabytes de mida. La seqüència de dades és independent de l'ordre físic dels nodes de la xarxa, es pot abordar en qualsevol ordre. Broadcast, Multicast i la comunicació entre els esclaus són possibles i han de ser realitzats pel dispositiu mestre. Si cal encaminament IP, el protocol EtherCAT es pot inserir en UDP / datagrames IP. Això també permet un control amb el protocol Ethernet de pila per fer front als sistemes EtherCAT.

## Característiques
La tecnologia EtherCAT supera les limitacions del sistema d'altres solucions d'Ethernet: El paquet Ethernet ja no és rebut i llavors interpretat i copiat com a processament de dades en cada connexió. En lloc d'això, el marc Ethernet es processa sobre la marxa: el recentment desenvolupat FMMU (camp unitat de gestió de memòria) en cada node esclau llegeix les dades que li ha dirigit, mentre que el missatge és enviat al dispositiu següent. De la mateixa manera, les dades d'entrada s'afegeixen al missatge, mentre que passa a través. Els missatges tenen només un retard d'uns nanosegons.

## Rendiment
EtherCAT arriba a dimensions noves en rendiment de xarxa. Gràcies a la integració de maquinari en l'esclau i accés de memòria directe al directori de xarxa en el màster, el processament del protocol complet té lloc dins del maquinari i és així completament independent del temps d'acció de les piles de protocol, rendiment del CPU o aplicació de programari.

## Topologia
Línia, arbre o estrella: EtherCat suporta gairebé qualsevol topologia. L'estructura de les línies de bus conegudes també estan disponibles per a Ethernet. Es pot utilitzar el cable estàndard i flexible de transferència dels senyals, opcionalment, a manera de Ethernet (100Base-TX) o per E-bus (LVDS) senyal de la representació. De fibra òptica de plàstic (FOP) es poden utilitzar en aplicacions especials. L'amplada de banda completa de la xarxa Ethernet – com diferents de fibra òptica i cables de coure- es poden utilitzar en combinacions com interruptors o convertidors de mitjans de comunicació.

## Normalització internacional
El EtherCAT Technology Group és un soci oficial d'enllaç de la IEC (Comissió Electrotècnica Internacional) grups de treball per a la comunicació digital. L'especificació va ser publicada com EtherCAT IEC / PAS 62407 el 2005, que va ser retirat a finals de 2007 ja EtherCAT s'han integrat en les normes internacionals de bus de camp IEC 61158 i IEC 61784-2, així com en el perfil de la unitat estàndard IEC 61800-7.
Aquestes normes de la CEI han estat aprovats per unanimitat al setembre i octubre de 2007 i es van publicar com IS (International Standards) més tard aquest any. En la norma IEC 61800-7, EtherCAT és una tecnologia de comunicació estàndard per a la SERCO CANopen i els perfils de la unitat. EtherCAT és també part de la norma ISO 15745-4, l'estàndard per a la descripció del dispositiu XML. D'altra banda, SEMI ha afegit a la seva cartera de EtherCAT normes (E54.20) i aprovats per l'ús de la tecnologia en semiconductors i equips de pantalla plana de fabricació. L'abril de 2010, Edició 2 de la norma IEC 61784-3 va ser acceptat, que conté el Protocol de Seguretat en EtherCAT. Al setembre de 2008, la instal·lació EtherCAT perfil es va presentar a la norma IEC 61784-5

## Aplicació
Mestre pot ser implementat en programari en qualsevol punt de vista MAC Ethernet. Diversos proveïdors de codi font per a diferents sistemes operatius. Hi ha també diverses implementacions de codi obert i compartit. Per als dispositius esclaus especials EtherCAT xips controladors esclaus calen per dur a terme el "procés en marxa" principi. controladors EtherCAT esclaus estan disponibles com a codi per a diferents tipus de FPGA i també estan disponibles en implementacions ASIC.
L'extremadament alt rendiment de la tecnologia d'EtherCAT permet conceptes de control què un no es podria adonar amb sistemes de fieldbus clàssics. Amb EtherCAT una tecnologia de comunicació està disponible, que lliga amb la capacitat de computació superior de PCs Industrials moderns.